# Derecho espacial
El derecho espacial es una nueva rama jurídica que ha sido objeto de dudas y problemas, incluso en su denominación, pues unos autores la llaman derecho astronáutico, otros derecho interastral, derecho sideral, derecho interplanetario, derecho cosmonáutico y derecho extraterrestre, entre más expresiones. Esta nueva rama engloba todas las leyes nacionales e internacionales que controlan las actividades en el espacio exterior. Actualmente el derecho espacial se encuentra regulado por la Oficina de Naciones Unidas para Asuntos del Espacio Exterior (UNOOSA).
El origen del derecho espacial coincide con el lanzamiento del primer satélite artificial llevado a cabo por la Unión Soviética en octubre de 1957. Dicho satélite, llamado Sputnik 1, formaba parte del proyecto llamado Año Geofísico Internacional. Desde entonces las operaciones en el espacio han aumentado drásticamente en número e importancia y con ellas el derecho espacial. 

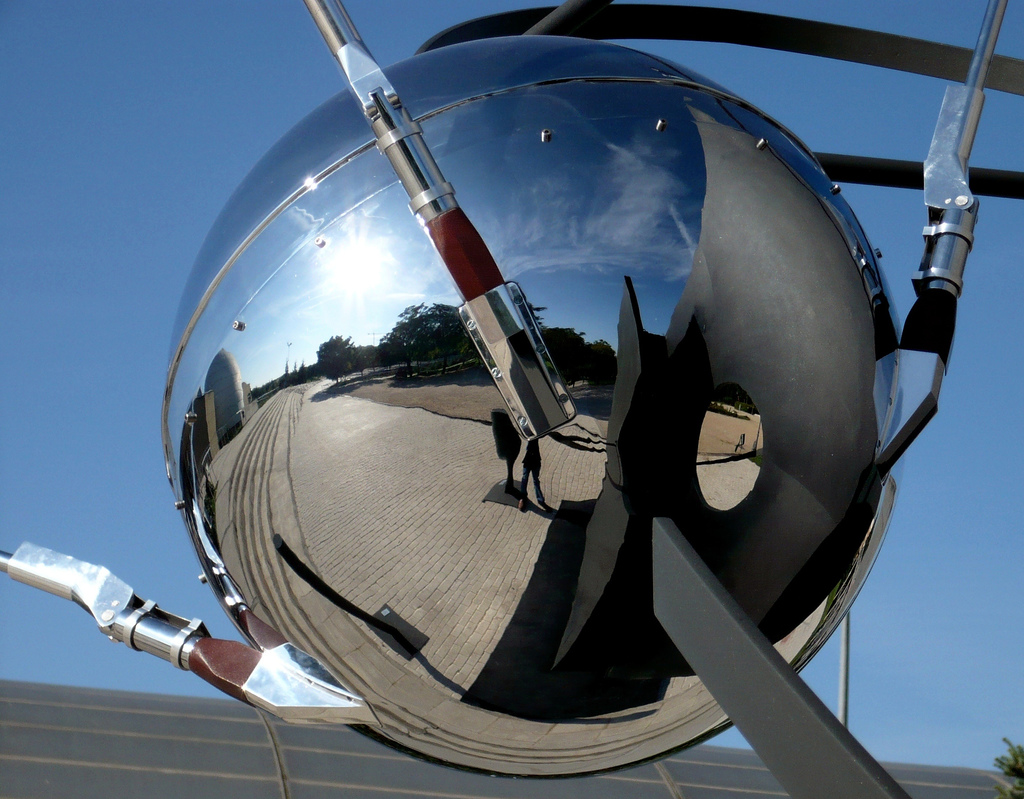
Reproducción del Sputnik 1 en el planetario de Madrid (España)

## Primeros desarrollos
En 1942 en el Instituto de Tecnología de California, Theodore von Kármán junto con otro científico de cohetes formaron la compañía Aerojet con la ayuda del abogado Andrew G. Hale. Con la idea de que la empresa avanzase von Kármán dijo "Ahora, Andy, nosotros haremos los cohetes y tu debes crear la sociedad y obtener el dinero. Después, tu tendrás que comprobar que actuemos bien en el espacio exterior... Al fin y al cabo, nosotros somos los científicos pero tu eres el abogado, y tu eres quién tienes que decirnos como debemos de actuar para respetar las leyes y mantener nuestra inocencia". Finalmente, veinte años más tarde Andrew G. Haley publicó el libro Space Law and Government (Derecho espacial y administración). 
Con el comienzo de la Carrera espacial en 1957, los países comenzaron a buscar un sistema para asegurar el uso pacífico del espacio exterior. Las discusiones bilaterales entre Estados Unidos y la Unión Soviética durante el año 1958 dieron lugar al posterior debate en la ONU. Finalmente en 1959, la ONU creó la Comisión del Espacio de las Naciones Unidas (COPUOS).
En 1960 el Congreso Internacional de Astronáutica se reunió en Estocolmo donde tuvieron lugar diversas presentaciones, entre ellas una relacionada con la jurisdicción del espacio exterior llevada a cabo por Andrew G. Haley. 
En 1963 la Universidad Yale publicó el documento Law and Public Order in Space ("Ley y Orden Público en el Espacio") elaboro por Harold Lasswell, Myres McDougal e Ivan Vlasic.

## Características
El derecho espacial no tiene por objeto asegurar relaciones de un punto a otro del planeta, sino permitir al hombre explorar el Espacio exterior y alcanzar otros planetas, tras haber hecho reiterados viajes a la Luna.
Se trata de una disciplina jurídica universal que gobierna las relaciones del derecho público y Privado, nacidas entre individuos y Estados por la utilización de cohetes equipados y aptos para abandonar el planeta Tierra y penetrar en el espacio interplanetario o intersideral, sea para circular o gravitar, sea para alcanzar la superficie de cualquier astro del sistema cosmogónico universal y volver a la superficie terrestre, luego de haber abandonado temporalmente la zona esférica donde se manifiestan los efectos físicos de su atracción.

## Repercusiones
Este nuevo derecho implica aspectos de muy diversa índole y todavía no muy bien definidos ni solucionados jurídicamente: unos, relacionados con el derecho político de cada país (dominio sobre el espacio vertical, sobre los satélites, plataformas y vehículos espaciales); otros, de derecho internacional (relaciones entre los Estados en cuanto a tales dominios, al uso de los satélites, a las comunicaciones, al espionaje); otros, todavía no bien conocidos, vinculados con la posible existencia de habitantes en otros planetas y de incursiones de esos hipotéticos seres en el espacio terrestre, etc.

## Tratados Internacionales
Cinco tratados internacionales han sido negociados y redactados en la COPUOS:
1.- El Tratado de 1967 sobre los principios que rigen las actividades de los Estados en la exploración y utilización del espacio exterior, incluida la Luna y otros cuerpos celestes ("Tratado sobre el espacio ultraterrestre").
2.- El Acuerdo de 1968 sobre el rescate de astronautas, el retorno de los astronautas y la devolución de objetos lanzados al espacio exterior ("Acuerdo de salvamento").
3.- El Convenio de 1972 sobre responsabilidad internacional por daños causados por objetos espaciales ("Convenio sobre Responsabilidad ").
4.- La Convención de 1975 sobre el registro de objetos lanzados al espacio exterior (el "Convenio sobre el registro").
5.- El Acuerdo de 1979 que rige las actividades de los Estados sobre la Luna y otros cuerpos celestes ("Tratado de la Luna").
El tratado sobre el espacio exterior es el tratado más ampliamente adoptado, con 104 participantes. El acuerdo de rescate, la convención de responsabilidad y la convención de registro desarrollan todas las disposiciones del tratado sobre el espacio exterior. Los delegados de la ONU aparentemente pretendían que el tratado de la Luna sirviera como un nuevo tratado integral que reemplazaría o complementaría el tratado sobre el espacio exterior, sobre todo mediante la elaboración de las disposiciones del tratado sobre la apropiación de recursos y la prohibición de la soberanía territorial. Sin embargo, el tratado de la Luna solo tiene 17 participantes, y muchos lo consideran un tratado fracasado debido a su limitada aceptación. La India es la única nación que ha firmado el tratado de la luna y se declaró interesada en ir a la luna, la India, no ha ratificado el tratado. Un análisis de la ley de los tratados de la India se requiere para entender cómo esto afecta a la India legalmente.

## Consenso
El Comité de las Naciones Unidas para la Utilización del Espacio Exterior con fines Pacíficos y sus subcomisiones científicas, técnicas y jurídicas funcionan sobre la base de un consenso, es decir, todas las delegaciones de los Estados miembros deben convenir en cualquier asunto, versión de un tratado o nuevos puntos en los programas de la Comisión / Subcomisión. Una razón por la cual los tratados espaciales de los Estados Unidos carecen de definiciones y no son claras en otros aspectos, es que es más fácil lograr consenso cuando el lenguaje y los términos son vagos. En los últimos años, la Subcomisión de Asuntos Jurídicos no ha podido llegar a un consenso sobre la discusión de un nuevo acuerdo espacial amplio (cuya idea, sin embargo, fue propuesta por unos pocos Estados miembros). También es improbable que el Subcomité pueda acordar enmendar el Tratado del Espacio Exterior en un futuro cercano. Muchas naciones que operan en el espacio parecen creer que discutir un nuevo acuerdo espacial o una enmienda al Tratado del Espacio Exterior sería inútil y requiere mucho tiempo, porque las diferencias con respecto a la apropiación de recursos, derechos de propiedad y otras cuestiones relacionadas con la actividad comercial hacen improbable el consenso.

## Acuerdo de la Estación Espacial Internacional de 1998
Además de los tratados internacionales que se han negociado en las Naciones Unidas, las naciones que participan en la Estación Espacial Internacional han firmado el acuerdo de 1998 entre los gobiernos de Canadá, los Estados miembros de la Agencia Espacial Europea, Japón, la Federación de Rusia y Estados Unidos relativo a la cooperación en la Estación Espacial Internacional Civil (el "Acuerdo sobre la Estación Espacial"). Este acuerdo establece, entre otras cosas, que la NASA es la agencia líder en la coordinación de actividades de los Estados miembros en la estación espacial y que cada nación tiene jurisdicción sobre su propio módulo. El Acuerdo también prevé la protección de la propiedad intelectual y los procedimientos de penales. Este acuerdo puede servir muy bien de modelo para futuros acuerdos sobre cooperación internacional en instalaciones en la Luna y Marte, donde es probable que se establezcan las primeras colonias fuera del mundo y bases científicas e industriales.

## Leyes nacionales
El derecho espacial también abarca las leyes nacionales, y muchos países han aprobado leyes nacionales en los últimos años. El Tratado sobre el espacio exterior requiere que las partes autoricen y supervisen las actividades espaciales nacionales, incluidas las actividades de entidades no gubernamentales, como las organizaciones comerciales y las organizaciones sin ánimo de lucro. El tratado del espacio exterior también incorpora la Carta de las Naciones Unidas por referencia y obliga a las partes a velar porque las actividades se lleven a cabo de conformidad con otras formas de derecho internacional, como el derecho internacional.
El incremento de las actividades espaciales comerciales más allá del ámbito de la industria de las comunicaciones por satélite y el desarrollo de muchos aeropuertos espaciales comerciales está llevando a muchos países a considerar cómo regular las actividades espaciales privadas . El desafío es regular estas actividades de una manera que no obstaculice ni impida la inversión, al mismo tiempo que garantiza que las actividades comerciales cumplan con el derecho internacional. A las naciones en desarrollo les preocupa que las naciones punteras monopolicen los recursos espaciales. Sin embargo, esto puede resolverse simplemente extendiendo la Convención de las Naciones Unidas sobre el Derecho del Mar al espacio exterior.
En mayo de 2015, el Congreso de los Estados Unidos estaba considerando la Ley de Exploración y utilización de recursos Espaciales de 2015.

## Órbita geoestacionaria
Los satélites en órbita geoestacionaria deben ocupar un solo anillo por encima del ecuador, aproximadamente 35.800 km en el espacio. Hay un número limitado de "huecos" orbitales disponibles, por lo que solo un número limitado de satélites se pueden colocar en órbita geoestacionaria. Esto ha llevado a conflictos entre diferentes países que desean acceder a las mismos huecos orbitales (países de la misma longitud pero con latitudes diferentes). Estas disputas se abordan a través del mecanismo de asignación de la Unión Internacional de Telecomunicaciones. Los países situados en el ecuador de la Tierra también han afirmado su demanda legal de controlar el uso del espacio por encima de su territorio, especialmente en 1976, cuando muchos países ubicados en el ecuador de la Tierra crearon la Declaración de Bogotá, controlar el uso del espacio por encima de su territorio.

## Desarrollo en el futuro

### Explotación de recursos
Si bien este campo de la ley todavía está muy poco desarrollado, es en una época de un progreso muy rápido. Posiblemente los recursos del espacio son infinitos y si el transporte espacial comercial se hace más accesible, con costos de lanzamiento bastante más bajos, entonces todos los países podrán obtener los beneficios de los recursos espaciales. En esa situación, parece probable que el consenso sea fácil de lograr con respecto al desarrollo comercial y al asentamiento humano del espacio exterior. Los altos costos no son el único factor que impide la explotación económica del espacio, se sostiene que el espacio debe ser considerado como un entorno digno de protección y conservación y que el régimen jurídico del espacio debe protegerlo en lugar de entenderse como recurso para Las necesidades de la Tierra. El debate también se centra en si el espacio debe seguir definiéndose jurídicamente como parte del "patrimonio común del hombre" y, por tanto, no está disponible para reclamaciones nacionales, o si su definición jurídica debe modificarse para permitir la propiedad privada en el espacio.
A partir de 2013, los planes de la NASA de capturar un asteroide para 2021 han planteado preguntas sobre cómo el derecho espacial se aplicaría en la práctica.
En 2016, la nación de Luxemburgo ha establecido un marco legal formal que garantiza que las empresas privadas dedicadas a los recursos mineros en el espacio tengan derechos sobre esos recursos.

### Profesión legal
Michael Dodge, en Long Beach, Misisipi, fue el primer graduado en derecho en recibir un certificado de derecho espacial en los Estados Unidos. Dodge se graduó del Centro Nacional de Percepción Remota, Derecho Aéreo y Espacial en la Escuela de Derecho de la Universidad de Misisipi en 2008. Ahora es profesor asistente en el Departamento de Estudios Espaciales de la Universidad de Dakota del Norte.
La universidad de Sunderland es la primera universidad británica en ofrecer un módulo de la ley del espacio como parte de su programa del grados.
La Facultad de Derecho de la Universidad de Nebraska ofrece el primer y único máster en normativa espacial de los Estados Unidos. Además en su máster en derecho los estudiantes pueden obtener un J.D. con la especialidad en el espacio y la ley de telecomunicaciones. El programa también recibe tres conferencias del espacio y de telecomunicaciones cada año.
Desde hace más de 10 años, la Universidad de París-Sud con el Instituto de Derecho Espacial y Telecomunicaciones ha ofrecido un máster en Derecho de las Actividades Espaciales y de las Telecomunicaciones. Este máster cuenta con el apoyo de numerosas empresas del sector espacial y de las telecomunicaciones.
En agosto de 2012, los estudiantes de la Universidad del Pacífico, McGeorge School of Law en Sacramento, California creó la Sociedad McGeorge para la Ley Espacial y la Política.
En septiembre de 2012, se estableció la Sociedad de Derecho Espacial (SLS, por sus siglas en inglés) en la Facultad de Derecho Francis King Carey de la Universidad de Maryland. Un equipo de recursos legales unido en Maryland, un "Estado de la Ciencia del Espacio", con Jorge Rodríguez, Lee Sampson, Patrick Gardiner, Lyra Correa y Juliana Neelbauer como miembros fundadores de SLS.
Desde 1951, la Facultad de Derecho de McGill en Montreal, Canadá, alberga el Instituto de Derecho Aéreo y Espacial, y ofrece un máster en Derecho Aéreo y Espacial. La Universidad de Leiden, Holanda, alberga un Instituto Internacional de Derecho Aéreo y Espacial.
En 2014, los estudiantes en la universidad americana Washington College fundaron la sociedad de la ley del espacio de la escuela, con la ayuda de Pamela L. Meredith, abogado del espacio y profesor adjunto del área de las comunicaciones de satélite y de la ley espacial.
A su vez, la Facultad de Derecho y Ciencias Sociales de la Universidad de Buenos Aires cuenta con un doctorado específico vinculado al Derecho Aéreo y Espacial.